# 美布他明
美布他明，分子式C13H20N2O2，是一种邻氨基苯甲酸酯类局部麻醉药。